# إلياس الحداد
إلياس الحداد  (بالهولندية: Ilias Haddad)‏ (20 مارس 1989 المغرب) هو لاعب كرة قدم مغربي.

## الإنجازات
الرجاء الرياضي
- البطولة الوطنية المغربية (1) : 2020
- كأس العرب للأندية الأبطال (1): 2020[2]
- كأس الكونفيدرالية الأفريقية (2) : 2018، 2021
- كأس السوبر الأفريقي (1) : 2019

## روابط خارجية
- إلياس الحداد على موقع قاعدة بيانات كرة القدم.إي يو (الإنجليزية)
- إلياس الحداد على موقع Soccerway.com (الإنجليزية)